# 劉幼琍
劉幼琍（？—），臺灣留美傳播學者，曾任記者、節目製作人、中華民國新聞評議委員會委員、國家通訊傳播委員會（NCC）第一屆委員、中央廣播電台董事、國立政治大學傳播學院廣播電視學系教授，香港城市大學媒體與傳播學系系主任。現為上海大學新聞傳播學院特聘教授。

## 學術經歷
美國印第安那大學電訊傳播（廣播電視）博士。國立政治大學傳播學院特聘教授兼研發長暨頂尖大學計畫辦公室執行長、國際電訊傳播學會(International Telecommunications Society)理事、台灣通訊學會理事長、Telecommunications Policy (SSCI)、Asian Journal of Communication (SSCI)、International Journal of Digital TV 與Human Communication Research(SSCI)編輯委員會的委員。曾任國立政治大學廣播電視系系主任及國際傳播英語碩士學位學程主任、美國傅爾伯萊特基金訪問學者、美國喬治華盛頓大學訪問學者、新加坡南洋理工大學黃金輝傳播與信息學院客座教授、香港城市大學媒體與傳播系客座教授、日本慶應義塾大學客座教授、國際中華傳播學會會長(Chinese Communication Association President)、上海復旦大學新聞學院客座教授、北京中國人民大學新聞學院客座教授、國立台灣大學新聞研究所兼任副教授、國立交通大學傳播研究所兼任副教授、國立臺灣師範大學圖文傳播研究所兼任教授。

## 研究領域
數位廣播電視、寬頻網路、電訊傳播、電子媒介政策與法規、衛星與有線電視、新傳播科技、媒介經營管理、大數據與隱私權。

## 社會服務經歷
曾任國家通訊傳播委員會第一屆委員、行政院消保會委員、台北市政府有線電視費率委員會委員、中華民國新聞評議會委員、消基會媒體委員會委員、綜合網路業務經營者付費語音資訊節目甚易委員會委員、新聞局電視節目評鑑委員會委員、新聞局廣播電台評鑑委員會委員、文建會「文化白皮書」諮詢委員及撰述委員、交通部電信總局「電信自由化工作小組」委員、交通部電信顧問會議諮詢委員、財團法人國家文化藝術基金會補助案評審委員、高畫質視訊工業發展推動小組傳輸規範與標準專案委員會委員、通訊傳播基本法起草委員。

## 實務經歷
曾任華視記者、主編、華視文化公司「國際瞭望」節目執行製作、製作人、顧問、中國廣播公司海外部英語記者及節目主持人、民視「台灣空中文化藝術學苑」總主持人、民視評論主持人、中央電台董事。

## 主要編輯及著作
- 《大數據與未來傳播》（主編），2016。台北：五南。
- 《數位電視與新媒體平台之政策與發展策略》（主編），2014。台北：揚智。
- 《Policy and Marketing Strategies for Digital Media》（主編），2014。Routledge。
- 《電訊傳播CEO的經營策略》（主編），2013。台北：威仕曼。
- 《數位時代的有線電視經營與管理》（主編），2005。台北：正中書局。
- 《電訊傳播》（主編），2004。台北：雙葉書廊。
- 《有線電視》（合著），1998。台北：空中大學。
- 《多頻道電視與觀眾：九０年代的電視媒體與閱聽人收視行為研究》，1997。台北：時英。
- 《好節目的認定及電視時段的分配》（合著），1994。電視文化總會。
- 《有線電視經營管理與頻道規畫策略》，1994。台北：正中書局。
- 《大陸有線電視現況與法規政策之研究》（合著），1994。陸委會。
- 《廣播與電視》（合著），1987。台北：空中大學。
- 《電視新聞製作與平衡報導》，1985。華視。

## 外部連結
- 劉幼琍在國立政治大學廣電學系的個人檔案 （繁體中文）